# Jiangxi
För andra betydelser, se Jiangxi (olika betydelser).
Jiangxi (fil), tidigare känd som Kiangsi, är en provins i södra Kina. Den har en yta på 167 650 km² och totalt 44 567 475 invånare (2010). Provinshuvudstad är Nanchang.

## Geografi
Jiangxi utgör till större delen ett vackert bergland, uppfyllt av Nansehankedjan och dess förgreningar. Bland vattendragen märks
Ganfloden, som från söder till norr genomströmmar hela provinsen och efter upptagandet av en mängd smärre floder genom sjön Poyangsjön
avbördar sig sitt vatten i Yangtzefloden.
Poyangsjön, vars spegel ligger ganska högt, är omgiven av vidsträckta sumpmarker med omfattande risodling. I de högre liggande trakterna odlas te, bomull, vete, indigo, tobak och socker. Vid sidan om sin traditionella industri (berömt porslin, kläde och papper) avsätter Jiangxi till grannprovinserna en myckenhet porslinslera och textila ämnen. 
Sanqingshans nationalpark och Lushan nationalpark är belägna i provinsen.

## Historia
Provinsens namn är en sammandragning av namnet Jiangnan xidao, vilket betyder "västra Jiangnan-provinsen", vilket var en provins under Tangdynastin och södra Songdynastin.

## Administrativ indelning
Jiangxi-provinsen indelas i elva städer på prefekturnivå, dessa är:
| Karta                       | Nr         | Namn                 | Administrativt säte     | Kinesiska Pinyin | Befolkning (2010) |
| --------------------------- | ---------- | -------------------- | ----------------------- | ---------------- | ----------------- |
|                             |            |                      |                         |                  |                   |
| — Städer på prefekturnivå — |            |                      |                         |                  |                   |
| 1                           | Nanchang   | Donghu-distriktet    | 南昌市 Nánchāng shì     | 5 042 565        |                   |
| 2                           | Fuzhou     | Linchuan-distriktet  | 抚州市 Fǔzhōu shì       | 3 912 312        |                   |
| 3                           | Ganzhou    | Zhanggong-distriktet | 赣州市 Gànzhōu shì      | 8 368 440        |                   |
| 4                           | Ji'an      | Jizhou-distriktet    | 吉安市 Jí'ān shì        | 4 810 340        |                   |
| 5                           | Jingdezhen | Zhushan-distriktet   | 景德镇市 Jǐngdézhèn shì | 1 587 477        |                   |
| 6                           | Jiujiang   | Xunyang-distriktet   | 九江市 Jiǔjiāng shì     | 4 728 763        |                   |
| 7                           | Pingxiang  | Anyuan-distriktet    | 萍乡市 Píngxiāng shì    | 1 854 510        |                   |
| 8                           | Shangrao   | Xinzhou-distriktet   | 上饶市 Shàngráo shì     | 6 579 714        |                   |
| 9                           | Xinyu      | Yushui-distriktet    | 新余市 Xīnyú shì        | 1 138 873        |                   |
| 10                          | Yichun     | Yuanzhou-distriktet  | 宜春市 Yíchūn shì       | 5 419 575        |                   |
| 11                          | Yingtan    | Yuehu-distriktet     | 鹰潭市 Yīngtán shì      | 1 124 906        |                   |

## Politik
Den politiska makten i Jiangxi utövas officiellt av provinsens folkregering, som leds av den regionala folkkongressen och guvernören i provinsen. Dessutom finns det en regional politiskt rådgivande konferens, som motsvarar Kinesiska folkets politiskt rådgivande konferens och främst har ceremoniella funktioner. Provinsens guvernör sedan juli 2016 är Liu Qi.
I praktiken utövar dock den regionala avdelningen av Kinas kommunistiska parti den avgörande makten i Jiangxi och partisekreteraren i regionen har högre rang i partihierarkin än guvernören. Sedan juni 2016 heter partisekreteraren Lu Xinshe.